# Volta a Eslovènia 2017
La Volta a Eslovènia 2017, 24a edició de la Volta a Eslovènia, es disputà entre el 15 de juny al 18 de juny de 2017 en quatre etapes, amb inici a Koper i final a Novo Mesto. La cursa formava part del calendari de l'UCI Europa Tour 2017, amb una categoria 2.1.
El vencedor fou el polonès Rafał Majka (Bora-Hansgrohe), per davant l'italià Giovanni Visconti (Bahrain-Merida) i l'australià Jack Haig (ORICA-Scott), segon i tercer respectivament.

## Equips
L'organització convidà a prendre part en la cursa a dinou equips:
- Dimension Data, UAE Team Emirates, ORICA-Scott, BORA-hansgrohe, Bahrain Merida Pro Cycling Team, Wilier Triestina-Selle Italia, Androni Giocattoli, Gazprom-RusVelo, Nippo-Vini Fantini, Adria Mobil, Sangemini-MG.Kvis, Tirol Cycling Team, Elkov-Author Cycling Team, Meridiana Kamen Team, Synergy Baku Cycling Project, Team Hrinkow Advarics Cycleang, ROG-Ljubljana. Amplatz-BMC, Equip nacional d'Eslovènia

## Etapes
| Etapa | Data       | Recorregut                   | Km       | Vencedor d'etapa  | Líder de la general |
| ----- | ---------- | ---------------------------- | -------- | ----------------- | ------------------- |
| 1a    | 15 de juny | Koper - Kočevje              | 159,4 km | Sam Bennett (IRL) | Sam Bennett (IRL)   |
| 2a    | 16 de juny | Ljubljana - Ljubljana        | 169,9 km | Luka Mezgec (SVN) | Luka Mezgec (SVN)   |
| 3a    | 17 de juny | Celje - Rogla                | 167,7 km | Rafał Majka (POL) | Rafał Majka (POL)   |
| 4a    | 18 de juny | Rogaška Slatina - Novo Mesto | 160,0 km | Sam Bennett (IRL) | Rafał Majka (POL)   |

## Classificació final
|    | Ciclista                  | Equip                     | Temps       |
| -- | ------------------------- | ------------------------- | ----------- |
| 1  | Rafał Majka (POL)         | Bora-Hansgrohe            | 15h 56' 23" |
| 2  | Giovanni Visconti (ITA)   | Bahrain-Merida            | + 07"       |
| 3  | Jack Haig (AUS)           | ORICA-Scott               | + 17"       |
| 4  | Gregor Mühlberger (AUT)   | BORA-hansgrohe            | + 35"       |
| 5  | Tadej Pogacar (SVN)       | ROG-Ljubljana             | + 46"       |
| 6  | Hermann Pernsteiner (AUT) | Amplatz-BMC               | + 48"       |
| 7  | Mattia Cattaneo (ITA)     | Androni Giocattoli        | + 1' 08"    |
| 8  | Paweł Cieślik (POL)       | Elkov-Author Cycling Team | + 1' 13"    |
| 9  | Ivan Santaromita (ITA)    | Nippo-Vini Fantini        | + 1' 14"    |
| 10 | Edward Ravasi (ITA)       | UAE Team Emirates         | + 1' 31"    |